# 14-я кавалерийская дивизия (СССР)
14-я кавалерийская дивизия (формирования 1930 года) (14-я кд (1930)) — воинское соединение в РККА Советских Вооружённых Сил Союза Советских Социалистических Республик.

## История
14-я кавалерийская Коммунистического интернационала молодёжи Краснознамённая дивизия имени тов. Пархоменко сформирована 2 марта 1930 года переименованием 10-й Майкопской кавалерийской Краснознамённой дивизии. Дислоцировалась в г. Тамбов.
В 1931 года 14 кд была переведена в Украинский военный округ (далее УкрВО). Дивизия вошла в состав 2-го кавалерийского корпуса (далее 2-й кк).
С 1935 по 1939 год управление и части 14 кд 2 кавкорпуса находились в городе Новоград-Волынск (Житомирская область Украины). Там же находилось управление Новоград-Волынского укреплённого района.
26 июля 1938 г. Главный Военный совет Красной Армии Киевский военный округ преобразовал в Киевский Особый военный округ (далее КОВО) и создал в округе армейские группы. 14 кд 2 кк вошла в состав Кавалерийской армейской группы.
В сентябре — октябре 1938 г. 14 кд, входившая в состав 2 кк Кавалерийской армейской группы КОВО, приводилась в боевую готовность для оказания военной помощи Чехословакии.
В сентябре-октябре 1939 г. дивизия участвовала в военном походе Красной Армии в восточные районы Польши — Западную Украину. Дивизия входила во 2 кк в Волочискую (с 16.09), Восточную армейскую группу (с 24.09), 6-ю армию (с 28.09) Украинского фронта.
В 1939 году была восстановлена нумерация кавалерийских полков, существовавшая в 1924—1927 годах (31 кп, 76 кп, 92 кп, 129 кп).
В июне — июле 1940 г. дивизия участвовала в военном походе в Румынию — Северную Буковину в составе 2-го кк 12-й армии Южного фронта.
К началу Великой Отечественной войны дислоцировалась в г. Славута Украинской ССР.
23 июня 1941 дивизия заняла оборону в районе г. Кременец и 26 июня вступила в первый бой с немецко-фашистскими войсками. В этом бою её части уничтожили 17 танков и около 300 солдат и офицеров противника. В составе 5-го кавалерийского корпуса Юго-Западного фронта дивизия участвовала в контрударах и контратаках против немецко-фашистских войск в районах гг. Дубно, Бердичев, Тараща, Колесников, Опошна.
25 декабря 1941 г. дивизия преобразована в 6-ю гвардейскую кавалерийскую дивизию.

## Полное название
- 14-я кавалерийская Коммунистического интернационала молодёжи Краснознамённая дивизия имени тов. Пархоменко (2.03.1930 г. — 27.12.1934 г.)
- 14-я кавалерийская Коммунистического интернационала молодёжи Краснознамённая, ордена Красной Звезды дивизия имени тов. Пархоменко (27.12.1934 г. — 17.11.1939 г.)
- 14-я кавалерийская Коммунистического интернационала молодёжи ордена Ленина, Краснознамённая, ордена Красной Звезды дивизия имени тов. Пархоменко (17.11.1939 г. — 25.12.1941 г.)

## Подчинение
- Московский военный округ (1930—1931)
- Украинский военный округ (1931 — 17.05.1935).
- Киевский военный округ (17.05.1935 —).
- 2-й кавалерийский корпус КВО (… — 26 июля 1938).
- 2-й кавалерийский корпус Кавалерийской армейской группы КОВО (26 июля — сентябрь 1938).
- 2-й кавалерийский корпус КОВО (сентябрь-октябрь 1938).
- 2-й кавалерийский корпус Кавалерийской армейской группы КОВО (октябрь 1938 — 16.09.1939).
- 2-й кавалерийский корпус Волочиской армейской группы Украинского фронта (16 — 24.09.1939).
- 2-й кавалерийский корпус Восточной армейской группы Украинского фронта (24 — 28.09.1939).
- 2-й кавалерийский корпус 6-й армии Украинского фронта (28.09 — октябрь 1939)
- 2-й кавалерийский корпус Кавалерийской армейской группы КОВО (октябрь 1939 — 20.06.1940).
- 2-й кавалерийский корпус 12-й армии Южного фронта (20.6 — 9.07.1940).
- 5-й кавалерийский корпус Кавалерийской армейской группы КОВО (9.07.1940 — 1941). Дислокация дивизии — г. Славута

## Командование
Командиры дивизии:
- Качалов, Владимир Яковлевич (2.03.1930—01.1931).[1]
- Петровский, Леонид Григорьевич (01.01.1931—20.12.1934).[1]
- Кокорев, Георгий Иванович, комбриг (10.01.1935 — 26.08.1937).[1][2]
- Еременко, Андрей Иванович, полковник, с 17.02.1938 г. комбриг (26.08.1937—10.06.1938).[1]
- Крюченкин, Василий Дмитриевич, комдив, с 4.06.40 г. генерал-майор (10.06.1938 — 28.11.1941).[1]
- Белогорский, Анатолий Иванович, полковник (29.11.1941 — 25.12.1941).[1]

## Состав
На 01.07.1935 г.:
- 55-й кавалерийский Дубненский Краснознамённый полк
- 56-й кавалерийский Апшеронский Краснознамённый полк
- 57-й кавалерийский Харупанский Краснознамённый полк
- 59-й кавалерийский Подгальцевский Краснознамённый полк
- 14-й механизированный полк, командиры:Лобанов, Георгий Павлович (1932—1934), Ступак, Фёдор Григорьевич (сентябрь 1937 — 1939) майор;
- 14-й конно-артиллерийский Краснознамённый полк
- 14-й отдельный сапёрный эскадрон
- 14-й отдельный эскадрон связи

В 1939 г. — 25.12.1941 г.:
- 31-й кавалерийский полк
- 76-й кавалерийский полк
- 92-й кавалерийский полк
- 129-й кавалерийский полк
- 29-й танковый полк (до 1.09.41 г.). Командир Ступак, Фёдор Григорьевич (июль 1939 — июль 1940) полковник.
- 32-й конно-артиллерийский дивизион
- 194-й отдельный зенитно-артиллерийский дивизион (до 1.09.41 г.)
- 6-й бронетанковый эскадрон
- 32-й артиллерийский парк
- 8-й сапёрный эскадрон
- 32-й отдельный эскадрон связи
- 34-й медико-санитарный эскадрон
- 14-й отдельный эскадрон химической защиты (44 отдельный дегазационный эскадрон)
- 49-й продовольственный транспорт
- 256-й дивизионный ветеринарный лазарет
- 18-й ремонтно-восстановительный эскадрон
- 336-й полевой хлебозавод
- 183-я полевая почтовая станция
- 602-я полевая касса Госбанка

## Боевая деятельность
1930 год
Дивизия образована 2 марта переименованием 10-й кавалерийской Краснознамённой дивизии.
1931 год
По указанию ЦК ВКП(б) Реввоенсовет СССР усиливал войска Украинского военного округа соединениями из других военных округов. В числе прибывших дивизий была и 14-я кд.,
1934 год
27 декабря 1934 г. дивизия награждена Орденом Красной Звезды и стала называться 14-я кавалерийская Коммунистического интернационала молодежи Краснознамённая, ордена Красной Звезды дивизия имени тов. Пархоменко.
1935 год
Управление и части дивизии находились в г. Новоград-Волынск.
В 1931—1935 годах личный состав дивизии не имел грубых нарушений воинской дисциплины.,
1938 год
Управление и части дивизии находились в г. Новоград-Волынск.
26 июля 14-я кд 2-го кк (3, 5, 14-я кд) вошла в состав Кавалерийской армейской группы КОВО.
20 сентября для оказания помощи Чехословакии войска Кавалерийской армейской группы по директиве народного комиссара обороны К. Е. Ворошилова приводятся в боевую готовность и выводятся к государственной границе СССР. 2-й кк (3-я, 5-я и 14-я кд) выдвигался в район западнее г. Новоград-Волынского и г. Шепетовки. Подготовка к действиям должна была закончиться до 23 сентября.,
Войска армейской группы находились в боевой готовности вблизи государственной границы СССР до октября. После захвата Германией Судетской области Чехословакии боевая готовность была отменена.
1939 год
16 сентября
14-я кд входила в состав 2-го кк (3, 5, 14-я кд, 24-я лтбр, корпусные части) Волочиской армейской группы Украинского фронта.
Волочиская группа находилась на фронте Теофиполь — Войтовцы. Группа имела задачу наступать на г. Тарнополь, Езерну и Козову, в дальнейшем выйти на фронт Буск — Перемышляны и далее на г. Львов. 2-й кк наступал на правом фланге армейской группы.
Накануне вступления на территорию Западной Украины личный состав армейской группы был ознакомлен с обращением Военного совета фронта. В нём говорилось, что военнослужащие Красной армии идут в Западную Украину как освободители украинских и белорусских братьев от гнёта и эксплуатации, от власти помещиков и капиталистов.,
17 сентября
Штурмовые группы пограничников и красноармейцев-кавалеристов начали боевые действия. В 5.00 передовые отряды дивизии и штурмовые отряды пограничных войск НКВД перешли границу и разгромили польскую пограничную охрану.
С 5.00 до 8.00 советские войска сломили незначительное сопротивление польских пограничников в глубине обороны. Войска дивизии перестроились из боевого порядка в походный и двинулись в сторону г. Тарнополя.
Передовые подвижные отряды армейской группы к 19.00 вступили в г. Тарнополь с востока. К ночи 14-я кд проходила севернее г. Тарнополя к реке Серет.
18 сентября
Утром дивизия форсировала р. Серет. В 10.00 командир 2-го кк комдив Ф. Я. Костенко получил приказ командующего войсками Украинского фронта форсированным маршем двинуться к г. Львову и овладеть городом. 3, 5, 14-я кд корпуса остановились для отдыха лошадей, а сводный моторизованный отряд, состоявший из 600 спешенных кавалеристов и посаженных на танки, двинулся к г. Львову.
19 сентября
Ночью от г.Броды к г.Сасув подошла колонна польских войск, которая была разоружена войсками 14-й кд. В плен были взяты 12 096 военнослужащих и трофеи: 12 тыс. винтовок, 26 орудий, 275 пулемётов, 32 автомашины и 1200 лошадей.
Сводный моторизованный отряд 2-го кк около 2.00 подошёл ко Львову. Советские танкисты вступили в бой с польским гарнизоном.
К утру 2-й кк занял г. Злочув (ныне Золочев).
20 сентября
В 16.20 2-му кк были подчинены из 17-го ск 38-я лтбр, 10-я ттбр и сводный отряд 96-й и 97-й стрелковых дивизий. По приказу командования в войсках началась подготовка к штурму г.Львова, намеченного на 9.00 21 сентября.
14-я кд достигла Ярычева, Барщевеще, а 3-я кд 2-го кк — Калиновки, Бялки Шляхецкой в 8 км от г. Львова.
21 сентября
00.00.Львов. Советские войска занимали позиции вокруг города, одновременно готовясь к атаке города, назначенной на 9.00: 14-я кд должна была атаковать город с севера и северо-востока, сводный отряд 96-й и 97-й сд 17-го ск с 38-й лтбр — с востока; 5-я кд вместе с 10-й ттбр — с юго-востока, а 3-я кд — с юга и юго-запада.
В 9.00 советские войска в боевых порядках двинулись к городу Львову, но польское командование запросило снова переговоры и советское командование вернуло свои соединения в исходное положение.
22 сентября
В 11.00 в результате советско-польских переговоров было подписано соглашение о «передаче города Львова войскам Советского Союза». В 14.00 польские войска в Львове стали складывать оружие. В 15.00 2-й кк, и 14-я кд в том числе, в пешем строю, танки 24-й, 38-й и 10-й танковых бригад, вступили в город Львов.
Взятие г. Львова войсками Волочиской армейской группы явилось выполнением поставленной задачи войскам фронта 16 сентября 1939 г.
23 сентября
К вечеру в г.Львове был наведён порядок и основные силы советских войск были выведены на его окраины.
24 сентября
24 сентября Волочиская армейская группа переименована в Восточную армейскую группу.
25 сентября
25 сентября командующий войсками группы комкор Голиков Ф. И. с рассветом отдал приказ войскам армейской группы возобновить движение на запад. Быстроходные лёгкие танки БТ и кавалерия 3, 5 и 14-й кавалерийских дивизий и быстроходные лёгкие танки БТ 24-й лтбр 2-го кк вступили в м. Жолкев Нестеров.
В течение дня германские и советские войска сделали переход на запад, примерно, в 20 километров.
26 сентября
К 26 сентября 2-й кк продвинулся до района м. Рава-Русска, м.Немиров, м.Магеров, не встретив одной крупной польской группировки.
27 сентября
2-й кк продолжил движение в направлении Любачув, Рудка.
28 сентября
С 17 по 28 сентября 1939 г. 14-я кд входила в состав Действующей армии.
Восточная армейская группа переименована в 6-ю армию.
28 сентября 14-я кд 2-го кк была направлена на Томашув, Замосць и передана в состав 5-й армии.
1 октября
С 1 по 5 октября 140-я сд и 14-я кд в лесах у Билгорая разоружали польскую кавалерийскую группу под командованием полковника Т. Зеленевского. В плен были взяты 12 408 человек и трофеи: 12 229 винтовок, 728 пулемётов, 64 орудия, 5662 тыс. патронов и большие запасы военного имущества.
5 октября
С 5 по 12 октября советские войска были отведены за линию новой границы.
17 ноября дивизия награждена Орденом Ленина и стала называться 14-я кавалерийская Коммунистического интернационала молодёжи ордена Ленина, Краснознамённая, ордена Красной Звезды дивизия имени тов. Пархоменко.
1940 год
9 июля дивизия вошла в состав 5-го кк с дислокацией в г. Славуте.
1941 год
Управление дивизии находилось в г. Славута.
25 декабря 1941 г. дивизия преобразована в 6-ю гвардейскую кавалерийскую дивизию.

## Награды
- 29 февраля 1928 года — Почётное Революционное Красное Знамя — в это время дивизия имела наименование 10-я Майкопская Краснознамённая кавалерийская дивизия[1].
- 13 февраля 1930 года —  Орден Красного Знамени (13.02.1930 г.) — в это время дивизия имела наименование 10-я Майкопская Краснознамённая кавалерийская дивизия[1].
- 27 декабря 1934 года —  Орден Красной Звезды — награждена постановлением ЦИК СССР от 27 декабря 1934 года (объявлено приказом НКО СССР № 92 28.12.1934 г.) за успехи в боевой, политической и технической подготовке личного состава[1].[11]
- 17 ноября 1939 года —  Орден Ленина — награждена указом Президиума Верховного Совета СССР от 17 ноября 1939 года в ознаменование 20-й годовщины организации 1-й Конной армии за боевые заслуги при защите Советского Союза и за успехи в боевой и политической подготовке[1].[12]